# Урі Геллер
Урі Геллер (івр. אורי גלר‏‎‎‎, рос. У́ри Ге́ллер, нар.20 грудня 1946 р., м. Тель-Авів) — ілюзіоніст, менталіст, містифікатор. Став відомим на весь світ завдяки фокусам зі згинання металевих ложок і дистанційній зупинці механічного годинника на лондонській вежі Біг-Бен.

## Життєпис
Народився у м. Тель-Авів під час дії Британського мандату в Палестині
Пізніше його сім'я переїхала на Кіпр, де Урі закінчив середню школу. Потім він повернувся до Ізраїлю і вступив до офіцерської школи, з якої його відрахували напередодні Шестиденної війни, бо вартовий Урі заснув на посту. Хоча Геллер у війні все ж взяв участь і навіть був поранений.
Після війни він працював фокусником. Втім, він вже на перших виступах заявляв публіці, що є посланцем космосу, а також зі стурбованим виглядом повідомляв про прийдешні катастрофи, яким він покликаний запобігти. Навіть коли журналісти розпитували прем'єр-міністра Голду Меїр про майбутні події у 1970 році, вона пожартувала: «Я не пророк. Запитайте про це Геллера».
В Ізраїлі на здатність Урі мало хто звертає увагу. Але щоб підкорити Європу і Америку, Геллеру потрібен був продюсер. Американський дослідник паранормальних явищ Андрія Пухаріч потребував мати людину, яка може демонструвати незвичайні здібності. Восени 1971 р. вони зустрілись. В одному з перших дослідів Пухаріч ввів Урі Геллера в гіпнотичний транс, і в такому стані той розповів про подію, що сталася з ним у віці трьох років. Він нібито гуляв в одному з парків м. Тель-Авіва і раптово побачив, як над ним завис блискучий кулястий предмет, який наближався, видаючи звуки високих тонів. Урі був пронизаний світлом цієї кулі і без почуттів впав на землю.
Після того як Геллер спостерігав за виступом фокусника-англійця Девіда Бергласа, він почав гнути ложки на виставах у нічних клубах Тель-Авіву — так само, як англійський колега.
У 1970-х роках Урі Геллер набуває популярності в США та Європі. На піку своєї кар'єри він працював невтомно, виступаючи в телевізійних шоу у всьому світі. Геллер з успіхом згинав ложки в скандинавських країнах, в Іспанії, Японії, Австралії, Новій Зеландії, і скрізь його виступи проходили з великим успіхом.
Геллер став знаменитим після виступів у серії телешоу, що демонстрували його надприродні можливості психокінезу і телепатії. Його виступи включали згинання сталевих ложок, описи змісту захованих малюнків тощо. Геллер дистанційно змушував годинник зупинитися або йти швидше. Він неодноразово заявляв, що виконує свої фокуси завдяки силі волі і розуму. Незважаючи на це, його критики змогли повторити подібні трюки без використання надприродних сил. За його словами, він вміє знаходити нафту та кімберлітові трубки.
На даний час Урі Геллер мешкає в графстві Беркшир на півдні Англії. В останні роки рідко виступає на публіці. Він став суворим вегетаріанцем, володіє трьома мовами: англійською, івритом та угорською.
У 1996 р. він оголосив в інтерв'ю Естер Рантзен (ток-шоу Естер), що протягом декількох років страждав від нервової анорексії.
Урі Геллер є автором шістнадцяти художніх і документальних книг.

## Критика
У 1978 році Яша Кац, який був менеджером Геллера у Великій Британії, сказав, що всі виступи Геллера були звичайними фокусами, які зможе повторити будь-який фокусник, і пояснив, як вони насправді виконувалися.
На думку російського фокусника Романа Лутошкіна, секрет успіху таких «дріб'язкових фокусів» у тому, що Геллер може, стоячи перед настільки великою аудиторією, «брехати без докорів сумління».
Одним із основних скептиків, які сумнівалися в істинних можливостях Геллера, був американський ілюзіоніст та фокусник Джеймс Ренді. Він оголосив про те, що особисто вручить мільйон доларів людині, яка достовірно має паранормальні здібності. У зв'язку з цим він почав викривати різного роду медіумів, екстрасенсів та інших «чудотворців». Ренді легко виконав трюк, завдяки якому Геллер став відомий усьому світові, — він злегка доторкнувся до чайної ложки, і вона почала згинатися. Джеймс Ренді цим не обмежився, а пояснив, що такого ефекту можна досягти, застосовуючи легкоплавкий метал або сплави, які мають пам'ять про всі згини та вм'ятини. Ці сплави добре відомі професійним фокусникам.

## Урі Ґеллер в Україні
Урі Ґеллер був одним з членів журі Світової битви екстрасенсів за участі представників багатьох країн світу, що транслювалася на території України в ефірі телеканалу «СТБ», в першому сезоні якої («Війна світів») переміг азербайджанець Хаял Алекперов, в другому («Битва континентів») представниця України Альона Курилова.
Пізніше він також курував українську версію власного телепроєкту «Феномен», де змагалися українці з надздібностями, там переміг Артем Тихевич.

## Твори
- Geller U. Ella. — Martinez Roca, март 1999. — ISBN 0-7472-5920-8. / Геллер У. Элла. — ЖУК, 2010. — 360 p. — 10000 прим. — ISBN 978-5-903305-27-8.
- Geller U. Shawn. — Goodyer Associates Ltd. — ISBN 1-871406-09-9.
- Geller U. Pampini. — World Authors, 1980. — ISBN 0-89975-000-1.
- Geller U. Dead Cold. — ISBN ISBN 0-7472-5921-6.